# Trimma maiandros
Trimma maiandros är en fiskart som beskrevs av Hoese, Winterbottom och Felix Maximilian Reader 2011. Trimma maiandros ingår i släktet Trimma och familjen smörbultsfiskar. Inga underarter finns listade i Catalogue of Life.